# Shock Value II
Shock Value II é o terceiro álbum de estúdio do produtor musical estadunidense Timbaland. É a sequência de seu álbum anterior, Shock Value. Inicialmente programado para ser lançado em 2008, o projeto foi adiado para 2009 e confirmado provisoriamente para 23 de novembro de 2009 pela Blackground Records. No entanto, foi adiado mais uma vez e finalmente lançado em 7 de dezembro de 2009 no Reino Unido e 8 de dezembro nos Estados Unidos.
O álbum foi promovido pelos sucessos "Carry Out" (com participação de Justin Timberlake) e "Say Something" (com participação de Drake). Ao contrário de seu antecessor, o álbum vai além do hip-hop e do R&B, incluindo colaborações com os artistas de rock alternativo Chad Kroeger, Jet, The Fray e Daughtry, além de artistas pop como Katy Perry, Miley Cyrus, JoJo e Melody Thornton. Após o lançamento, Shock Value II teve um desempenho moderado na Billboard 200 e foi recebido com críticas desfavoráveis.

## Antecedentes e produção
Timbaland falou com Shaheem Reid da MTV em julho de 2008 para confirmar que ele estava trabalhando na continuação de seu álbum de platina Shock Value. Na época, ele confirmou que tinha uma faixa com Madonna que, embora gravada para seu álbum Hard Candy, não havia sido usada e poderia acabar neste álbum. Ele insistiu que também colaboraria com Jordin Sparks, Beyoncé, Rihanna, Jonas Brothers, Miley Cyrus, T.I. e Chris Brown. No entanto, nenhuma dessas colaborações (exceto Miley Cyrus) chegou à lista final de faixas. Ele também disse que, ao lado de T-Pain, que definitivamente apareceria, esperava ter Jay-Z a bordo, embora tenha falhado em consegui-lo.

## Desempenho comercial
O álbum não obteve o mesmo sucesso do álbum anterior, que estreou em quinto lugar em 2007, com 138.000 cópias vendidas na primeira semana. Shock Value II debutou na Billboard 200 no número 36 nos Estados Unidos com 37.834 cópias em sua primeira semana. No entanto teve um desempenho mais satisfatório no Billboard Top R&B/Hip-Hop Albuns, estreando em número 7. No Reino Unido e na Irlanda, o álbum só conseguiu atingir o número 25 em sua primeira semana. Estas posições não coincidem com os de Shock Value (2007) que alcançou o número 2 e o número 1 no Reino Unido e Irlanda, respectivamente.

## Lista de faixas
| Shock Value II – Edição norte-americana |                                                              |                                                                                   |                                             |         |  |
| N.º                                     | Título                                                       | Compositor(es)                                                                    | Produtor(es)                                | Duração |  |
| 1.                                      | "Intro" (part. de DJ Felli Fel)                              | Timothy Mosley Christopher Bridges                                                | Timbaland                                   | 0:48    |  |
| 2.                                      | "Carry Out" (part. de Justin Timberlake)                     | T. Mosley Jerome Harmon Timothy Clayton Timberlake James Washington               | Timbaland J-Roc Beanz [a]                   | 3:52    |  |
| 3.                                      | "Lose Control" (part. de JoJo)                               | T. Mosley Harmon Nikesha Briscoe                                                  | Timbaland J-Roc [b]                         | 4:28    |  |
| 4.                                      | "Meet in tha Middle" (part. de Bran' Nu)                     | Jamal Jones Clayton Brandy Norwood John Maultsby Paul Dawson T. Mosley            | Polow da Don Timbaland [b]                  | 4:00    |  |
| 5.                                      | "Say Something" (part. de Drake)                             | T. Mosley Harmon Aubrey Graham Clayton Maultsby                                   | Timbaland J-Roc [b]                         | 4:00    |  |
| 6.                                      | "Tomorrow in the Bottle" (part. de Chad Kroeger e Sebastian) | T. Mosley Harmon Garland Mosley Brandon Deener Kroeger Beanz Clayton              | Timbaland J-Roc [b] Wizz Dumb [c] Beanz [a] | 5:28    |  |
| 7.                                      | "We Belong to the Music" (part. de Miley Cyrus)              | T. Mosley Harmon Beanz Walter Milsap Candice Nelson                               | Timbaland J-Roc [b] Beanz [a]               | 4:28    |  |
| 8.                                      | "Morning After Dark" (part. de Nelly Furtado e SoShy)        | T. Mosley Harmon Deborah Epstein Michelle Bell Keri Hilson Furtado Beanz Maultsby | Timbaland J-Roc [b] Beanz [a]               | 3:51    |  |
| 9.                                      | "If We Ever Meet Again" (part. de Katy Perry)                | T. Mosley Beanz Michael Busbee                                                    | Timbaland Beanz [a]                         | 4:52    |  |
| 10.                                     | "Can You Feel It" (part. de Esthero e Sebastian)             | T. Mosley Harmon Clayton Beanz G. Mosley                                          | Timbaland J-Roc Beanz [a]                   | 4:44    |  |
| 11.                                     | "Ease Off the Liquor" (part. de Melody Thornton)             | T. Mosley Harmon Maultsby Beanz Clayton                                           | Timbaland J-Roc Beanz [a]                   | 5:28    |  |
| 12.                                     | "Undertow" (part. de The Fray e Esthero)                     | Joseph King Isaac Slade T. Mosley Beanz                                           | The Fray Timbaland J-Roc [c] Beanz [a]      | 4:22    |  |
| 13.                                     | "Timothy Where You Been" (part. de Jet)                      | T. Mosley Harmon Clayton Beanz Christopher Cester                                 | Timbaland J-Roc Beanz [a]                   | 4:47    |  |
| Duração total:                          | Duração total:                                               | Duração total:                                                                    | Duração total:                              | 55:00   |  |

| Shock Value II – Edição internacional |                                                   |                                                                                              |                  |         |  |
| N.º                                   | Título                                            | Compositor(es)                                                                               | Produtor(es)     | Duração |  |
| 14.                                   | "Long Way Down" (part. de Daughtry)               | T. Mosley Harmon Christopher Daughtry Joey Barnes Josh Paul Josh Steely Brian Craddock Beanz | Timbaland J-Roc  | 4:23    |  |
| 15.                                   | "Marchin On" (part. de OneRepublic)               | Ryan Tedder T. Mosley Beanz                                                                  | Tedder Timbaland | 4:12    |  |
| 16.                                   | "The One I Love" (part. de Keri Hilson e D.O.E.)  | T. Mosley Hilson Harmon Maultsby Briscoe Dennis Matkosky Micheal Sembello                    | Timbaland J-Roc  | 4:34    |  |
| 17.                                   | "Symphony" (part. de Attitude, Bran' Nu e D.O.E.) | T. Mosley Harmon Clayton Norwood Maultsby Beanz Keithin Pittman                              | Timbaland J-Roc  | 4:21    |  |
| Duração total:                        | Duração total:                                    | Duração total:                                                                               | Duração total:   | 73:16   |  |

| Shock Value II – Edição francesa (faixa bônus) |                                                           |                                                                          |                               |         |  |
| N.º                                            | Título                                                    | Compositor(es)                                                           | Produtor(es)                  | Duração |  |
| 18.                                            | "Morning After Dark" (versão em francês) (part. de SoShy) | T. Mosley Harmon Epstein Bell Hilson Furtado Beanz Maultsby Guenael Geay | Timbaland J-Roc [b] Beanz [a] | 4:01    |  |
| Duração total:                                 | Duração total:                                            | Duração total:                                                           | Duração total:                | 77:18   |  |

| Shock Value II – Edição japonesa (faixa bônus) |                                                                         |                                                             |                |         |  |
| N.º                                            | Título                                                                  | Compositor(es)                                              | Produtor(es)   | Duração |  |
| 18.                                            | "Morning After Dark" (B-Boy Fix Remix) (part. de Nelly Furtado e SoShy) | T. Mosley Harmon Epstein Bell Hilson Furtado Beanz Maultsby | Chew Fu 2016   | 4:06    |  |
| Duração total:                                 | Duração total:                                                          | Duração total:                                              | Duração total: | 77:23   |  |

| Shock Value II – Edição britânica (faixa bônus) |                                                                               |                                                             |                |         |  |
| N.º                                             | Título                                                                        | Compositor(es)                                              | Produtor(es)   | Duração |  |
| 18.                                             | "Morning After Dark" (Freeman Remix) (part. de Nelly Furtado, Rey Vy e SoShy) | T. Mosley Harmon Epstein Bell Hilson Furtado Beanz Maultsby | Freeman        | 4:10    |  |
| Duração total:                                  | Duração total:                                                                | Duração total:                                              | Duração total: | 77:27   |  |